# Niponius variabilis
Niponius variabilis är en skalbaggsart som beskrevs av Gardner 1926. Niponius variabilis ingår i släktet Niponius och familjen stumpbaggar. Inga underarter finns listade i Catalogue of Life.